# ¡¿Qué te ha dado esa mujer?!
¡¿Qué te ha dado esa mujer?! è un film del 1951 diretto da Ismael Rodríguez.